# 保坂信之
保坂 信之 (ほさか のぶゆき、1970年7月23日 - ) は、埼玉県出身のサッカー指導者、元サッカー選手、元フットサル選手である。ポジションはミッドフィールダー。

## 来歴

### サッカー選手
埼玉県さいたま市（旧大宮市と旧浦和市のそれぞれを出身とする資料がある）出身。神奈川県厚木市の厚木ゴールプランダーズでサッカーを始め、第5回全日本少年サッカー大会出場。その後、北浦和サッカー少年団で少年時代を過ごし、浦和市立本太中学校へ進学。中学時代には関東選抜に選出される。
帝京高校では、2学年上に岩本三郎、巻田清一、1学年上に飯島寿久、礒貝洋光、島根聡一、本田泰人、森山泰行、同期に遠藤雅大（昌浩）、池田伸康、浅沼達也、2学年下に森下仁志がいた。1年生時からレギュラーとなり全国高等学校サッカー選手権大会ベスト8のほか、高校選抜やU-19日本代表に選出される。
1990年に読売サッカークラブに加入し、日本サッカーリーグ2部に昇格した読売ジュニオールで2シーズンにわたりプレーした。
1994年、出場機会を得られなかったヴェルディ川崎から浦和レッズに移籍し、開幕戦でJリーグにデビューするとサントリーシリーズではボランチとしてレギュラーの座をつかんだ。
1996年に富士通へと移籍した後、1998年に一度サッカー界から引退した。

### フットサル選手
1999年アウトドアセレクトショップ「Midfield」を開業を経て、2002年サッカー界に復帰。自らのサッカースクールのコーチとして活躍。それと同時にフットサルにピッチを移し2003年にはフットサル日本代表にも選出された。

### サッカー指導者
フットサル引退後もフォッズSCサッカースクールのヘッドコーチとして、さいたま市や上尾市を中心に子供たちにサッカーを教えている。
2002年より2004年まで大宮アルディージャ普及育成外部コーチ。東京ヴェルディ1969巡回コーチも務める。
「指導者」という肩書を前面に出して子どもたちをまとめるのではなくて、僕ら自身の魅力で子どもたちを惹きつけることが大事だと思っているのです。と本人は語る。
フォッズSCサッカースクール
保坂が代表兼ヘッドコーチを勤める。Fod(s)とは Fragment Of Diamond(S)（ダイアモンドの欠片）の略で現在はさいたま市（与野・ラダースポーツ）、上尾市（上尾水上公園）で小学生のスクールを行っている。
球舞との関わりも深くコーチとしてメンバーも少なからず参加している。スクール内では主にドリブルをメインに練習を組み立てゲーム形式の練習によって子供たちを指導している。アシスタントコーチには関和良(元V川崎)、中野嘉彦、星貴雄、などがおり、主な卒業生に、石井司(球舞)、新井瑞希(浦和レッズユース→SVホルン)、貴島亮(流通経済大学)、田中薫平（鹿島ユース→日本体育大）がいる。
埼玉スタジアムサッカースクール
スクール長の福田正博とともにスクールマスターとして埼玉スタジアム2002の第4グラウンドでスクールを行っている。
担当は主にU-12とU-15で、同スクールのヘッドコーチである中野嘉彦や星貴雄、伊藤大介、サブコーチの坂田記一(元FSV Optik Rathenow・ドイツ)、山田裕紀、渡邉哲雄、大友春利、ゴールキーパーコーチには遠藤晃夫(元フットサル日本代表)、レディースフットサルコーチには池田浩美(旧姓：磯崎)(元サッカー女子日本代表)、美馬智子などとともに指導している。
また埼玉スタジアムの近くの埼玉県立浦和東高等学校のサッカー部もアシスタントコーチとして協力して行っている。
レッズランド
レッズランドでは毎週金曜日から日曜日の週末にさいたま市桜区の同フットサル場にてフットサルスクール・キッズサッカーを行っており、キッズ・小学生のみならず一般の向けのゲームレッスンを行っている。
Midfield FC
保坂が創立したフットサルチームで、現在は埼玉県フットサルリーグ2部に所属している。
東京ヴェルディ
2018年、古巣ヴェルディのユースコーチに就任。2019年8月、東京ヴェルディトップチームコーチに就任した。
2024年1月4日、退任が発表された。

## 所属クラブ
- 厚木ゴールプランダーズ
- 北浦和サッカー少年団
- 本太中学校
- 帝京高校
- 東海大学
- 1990年 - 1992年 読売サッカークラブ・ジュニオール
- 1992年 - 1993年 ヴェルディ川崎
- 1994年 - 1995年 浦和レッドダイヤモンズ
- 1996年 - 1998年 富士通サッカー部 / 川崎フロンターレ

## 個人成績
| 国内大会個人成績 | 国内大会個人成績 | 国内大会個人成績 | 国内大会個人成績 | 国内大会個人成績 | 国内大会個人成績          | 国内大会個人成績 | 国内大会個人成績 | 国内大会個人成績 | 国内大会個人成績 | 国内大会個人成績 | 国内大会個人成績 |
| 年度             | クラブ           | 背番号           | リーグ           | リーグ戦         | リーグ戦                  | リーグ杯         | リーグ杯         | オープン杯       | オープン杯       | 期間通算         | 期間通算         |
| 年度             | クラブ           | 背番号           | リーグ           | 出場             | 得点                      | 出場             | 得点             | 出場             | 得点             | 出場             | 得点             |
| 日本             | 日本             | 日本             | 日本             | リーグ戦         | リーグ戦                  | リーグ杯         | リーグ杯         | 天皇杯           | 天皇杯           | 期間通算         | 期間通算         |
| ---------------- | ---------------- | ---------------- | ---------------- | ---------------- | ------------------------- | ---------------- | ---------------- | ---------------- | ---------------- | ---------------- | ---------------- |
| 1990-91          | 読売Jr           |                  | JSL2部           |                  |                           |                  |                  |                  |                  |                  |                  |
| 1991-92          | 読売Jr           |                  | JSL2部           |                  |                           |                  |                  |                  |                  |                  |                  |
| 1992             | V川崎            | -                | J                | -                | -                         | 0                | 0                | 0                | 0                | 0                | 0                |
| 1993             | V川崎            | -                | J                | 0                | 0                         | 0                | 0                | 0                | 0                | 0                | 0                |
| 1994             | 浦和             | -                | J                | 17               | 0                         | 0                | 0                | 0                | 0                | 17               | 0                |
| 1995             | 浦和             | -                | J                | 0                | 0                         | -                | -                | 0                | 0                | 0                | 0                |
| 通算             | 日本             | 日本             | J                | 17               | 0                         | 0                | 0                | 0                | 0                | 17               | 0                |
| 通算             | 日本             | 日本             | JSL2部           | 44               | 3\|\|\|\|\|\|\|\|\|\|\|\| |                  |                  |                  |                  |                  |                  |
| 総通算           | 総通算           | 総通算           | 総通算           | 61               | 3\|\|\|\|\|\|\|\|\|\|\|\| |                  |                  |                  |                  |                  |                  |

## 代表歴
- 1989年 U-19日本代表
- 1992年 バルセロナ五輪日本代表候補(U-23)
- 2003年 フットサル日本代表

## 指導歴
- 2002年 - 2004年 大宮アルディージャ 普及育成外部コーチ
- 東京ヴェルディ1969 巡回コーチ
- 2018年 - 2023年 東京ヴェルディ
  - 2018年 - 2019年8月 ユース コーチ
  - 2019年8月 - 2023年 トップチーム コーチ

## 著書
- 日本一忙しいコーチが書いた!!「サッカー小僧」に読ませたい本 スタジオタッククリエイティブ ISBN 9784883933754
- ポジショニングもよくわかる サッカー オフ・ザ・ボール入門 DVD付き 池田書店 ISBN 9784262161358